# David Cox
David Cox (29. dubna 1783, Birmingham – 7. června 1859, Birmingham) byl anglický malíř, jeden z nejvýznamnějších členů birminghamské školy krajinářů a raný předchůdce impresionismu.

## Život
David Cox se narodil 29. dubna 1783 v Deritend (Birmingham) a byl synem kováře. Stal se jedním z nejdůležitějších britských akvarelistů své doby. V roce 1852 o něm časopis Spectator napsal, že: „ Z jeho práce vyzařuje síla a dostatečný jas, který by zaplavil dohromady všechny ostatní.“
Svoji kariéru začal jako učeň u malíře miniatur Josepha Barbera. Rovněž pracoval jako malíř divadelních kulis v divadle v Birminghamu. V roce 1804 se přestěhoval do Londýna, kde začal vystavovat v Královské akademii a prolínal uměleckou a pedagogickou činnost. Mezi léty 1826–1832 podnikl několik malířských cest po Evropě. od Roku 1844 pravidelně cestoval do severního Walesu, kde vytvořil několik svých nejslavnějších akvarelových krajin. V roce 1855 byla vystavena jeho akvarelová díla na světové výstavě v Paříži.
Jeho zdravotní stav se začal zhoršovat v roce 1853, kdy utrpěl mrtvici. V roce 1857 se začal zhoršovat i jeho zrak. Na konci života stihl ještě své dvě výstavy. V roce 1858 byla uspořádána výstava jeho děl v Hampsteadu a další v roce 1859 v německé galerii Bond Street v Londýně. Několik měsíců na to David Cox zemřel. Byl pohřben na hřbitově svatého Petra v Birminghamu vedle jeho manželky Marie.